# Лесная песня (пьеса)
«Лесная песня» (укр. Лісова пісня) — драма-феерия в трёх действиях украинской писательницы и поэтессы Леси Украинки. Популярное произведение для театральных постановок в театрах Украины и за её пределами.
Существует несколько переводов на русский язык: М. Коммисаровой (1950) и М. Исаковского (1953).

## Сюжет
Старый лес на Волыни, дикое и загадочное место. Начало весны. Из леса выбегает «Тот, что плотины рвёт». Он переговаривается с потерчатами и Русалкой, которая напоминает ему о своей любви, упрекает изменой. Водяной ругает Русалку, что она водится с блудливым чужаком. Он сводит только русалок.
Действие первое
В той же местности дядька Лев и его племянник Лукаш собираются строить дом. Лев — добрый старый человек. Лукаш ещё молодой парень. Старый рассказывает ему, что надо внимательно относиться к лесным жителям. Леший говорит Русалке о том, что Лев не обидит их.
Лукаш делает из тростника свирель. На её голос приходит Мавка, которая перед тем разговаривала с Лешим. Леший предупреждал девушку, чтобы та обходила людей, потому что от них только беда.
Когда Лукаш собирается ножом надрезать березу, Мавка останавливает его и просит не обижать свою сестрицу. Лукаш удивляется, что встретил в лесу такую необыкновенно красивую девушку, спрашивает, кто она такая. Она называется Мавкой лесной.
Девушка нравится Лукашу своей изменчивой красотой, ласковой речью, чувствительностью к музыке и красоте. Он говорит, что люди становятся супружеской парой, когда любят друг друга.
Говорит парень Мавке и о том, что они собираются строить в лесу дом.
Мавка и Лукаш влюбляются друг в друга.
Действие второе
Позднее лето, на поляне уже построен дом, посажен огород. Мать ругает Лукаша, что он зря тратит время, играя на свирели. Она кричит и на Мавку, называя её ни к чему не пригодной неряхой. Упрекает её за одежду, высылает жать. Но Мавка не может жать колоски, потому что они обращаются к ней.
Лукаш объясняет Мавке, что матери нужна невестка, которая работала бы на поле и в доме. Мавка тщится понять все эти законы своим влюбленным сердцем, но такие мелкие заботы чужды ей, она живёт всемирной красотой.
Во двор приходит вдова Килина. Она берет у Мавки серп и начинает жать. С Лукашем она шутит, а потом идёт домой. Мать ласково принимает её. Лукаш провожает Килину в село.
Мавка страдает, и Русалка успокаивает её, но предостерегает от любви, которая может погубить свободную душу. Предупреждает Мавку и Леший. Он просит её вспомнить свою волю, красоты природы и освободиться от пут человеческой любви.
Мавка собирается снова стать лесной царевной. Она одевается в багряницу, серебряный туман. За ней начинает ухаживать Перелесник. Они начинают танцевать. Но появляется Марище, которое хочет забрать Мавку. Она кричит, что ещё жива.
Лукаш обращается с Мавкой грубо и кричит матери, что хочет посылать сватов к Килине. С горя Мавка идет к Марищу.
Действие третье
В облачную осеннюю ночь у Лукаша дома виднеется фигура Мавки. Из леса выходит Леший. Он объясняет, что приказал превратить Лукаша в оборотня. Но Мавка надеется превратить его в человека силой своей любви. Лукаш пугается Мавки и убегает от неё.
Куц рассказывает, что в семье Лукаша хозяйничает нищета, свекровь с невесткой ссорятся.
Мавка превращается в сухую иву, из которой сын Килины вырезает свирели. Свирель говорит голосом Мавки: «Как сладко играет, как глубоко режет, вскрывает мне грудь, сердечко вынимает…»
Килина хочет срубить иву, но Перелесник спасает её.
Килина просит мужчину вернуться в деревню. Приходит утерянная Судьба, что указывает на свирель. Лукаш дал Мавке душу, но лишил её тела, но она не горюет о теле — её любовь теперь вечна.
Кульминацией действия становится последний монолог Мавки, где она обращается к Лукашу:

| " | О, не журися за тіло! Ясним вогнем засвітилось воно, чистим, палючим, як добре вино, вільними іскрами вгору злетіло. Легкий, пухкий попілець ляже, вернувшися, в рідну землицю, вкупі з водою там зростить вербицю, - стане початком тоді мій кінець. Будуть приходити люди, вбогі й багаті, веселі й сумні, радощі й тугу нестимуть мені, їм промовляти душа моя буде. Я обізвуся до них шелестом тихим вербової гілки, голосом ніжним тонкої сопілки, смутними росами з вітів моїх. Я їм тоді проспіваю все, що колись ти для мене співав, ще як напровесні тут вигравав, мрії збираючи в гаю… Грай же, коханий, благаю! | " |

Лукаш начинает играть. Мавка зажигается давней красотой, и парень кидается к ней. Но она исчезает, и начинается снег. Лукаш замерзает с улыбкой.

## Персонажи
| Главные - Мавка - Лукаш | Второстепенные - Дядя Лев - Мать Лукаша - Килина - Дети Килины - Мальчик | Мифические - Перелесник - Тот, кто плотины рвёт - Тот, кто в скале сидит - Водяной - Русалка водяная - Русалка полевая - Потерчата - Куц - Злыдни - Доля - Лихорадка - Лесовик |

## История создания

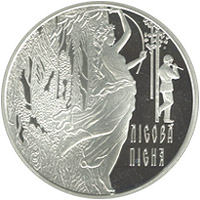
Украинская памятная монета

В черновом варианте пьеса была написана летом 1911 года в Кутаиси в течение двух недель. Доработка произведения происходила до октября этого же года.
Впервые была поставлена 22 ноября 1918 года в Киевском драматическом театре.

## Адаптации
«Лесная песня» — один из старейших украинских балетов, созданный в 1936 году.
Экранизации
| Год  | Страна  | Название                  | Режиссёр                       | Мавка              | Лукаш             |
| ---- | ------- | ------------------------- | ------------------------------ | ------------------ | ----------------- |
| 1961 | СССР    | Лесная песня              | Виктор Ивченко                 | Раиса Недашковская | Владимир Сидорчук |
| 1976 | СССР    | Лесная песнь (м/ф)        | Алла Грачёва                   | Галина Остапенко   | Борис Романов     |
| 1981 | СССР    | Лесная песня. Мавка       | Юрий Ильенко                   | Людмила Ефименко   | Виктор Кремлёв    |
| 2023 | Украина | Мавка: Лесная песня (м/ф) | Александра Рубан, Олег Маламуж | Наталья Денисенко  | Артём Пивоваров   |